# Черкасская, Марфа Никитична
Княгиня Марфа Никитична Черкасская (урожденная Захарьина-Юрьева-Романова; ум. 1610) — боярыня Русского царства.

## Биография
Из дворян; дочь боярина Никиты Романовича Захарьина-Юрьева и княжны Евдокии Александровны (в девичестве Горбатая-Шуйская; ум. 1581) — жена князя Бориса Канбулатовича Черкасского, родная сестра патриарха Филарета, двоюродная сестра Федора Иоанновича, последнего царя из династии Рюриковичей, и тетка Михаила Фёдоровича Романова, первого царя из династии Романовых.
В 1599 году вместе с другими Романовыми она была схвачена по обвинению в заговоре против царя Бориса Годунова и больше полугода просидела в тюрьме «на цепи и в железах», а затем была отправлена в ссылку на Белоозеро, вместе с мужем и родными, среди которых находился и малолетний Михаил Фёдорович Романов. Ссылая княгиню Черкасскую, царь Борис только следовал общепринятому в то время обычаю — наказывать вместе с преступником и близких ему лиц, и потому есть большая вероятность, что она была невиновна. 
О страданиях её и прочих членов семейства очень красноречиво рассказывает жалованная грамота царя Михаила Фёдоровича, данная в 1624 или 1625 году боярину князю Ивану Борисовичу Черкасскому; наставления же, которые посылались от имени самого царя Бориса приставу Жеребцову, предписывают покоить и беречь княгиню «во всем, чего она похочет». Согласовать оба эти показания можно путем предположения, что при жизни князя Бориса Канбулатовича со всеми ссыльными на Белоозере обращались с такою строгостью, которая после его смерти казалась совершенно излишней. В действиях пристава Жеребцова, не дававшего вдосталь хотя бы яиц с молоком, нужно видеть не столько его собственные «воровство и хитрость», сколько отголоски прежнего режима. 
Больше года пришлось прожить княгине Марфе Никитичне на Белоозере после смерти мужа, пока, наконец, может быть, ввиду тревожных известий о её здоровье, царь Борис указом от 5 сентября 1602 года не назначил отписанную на государя вотчину Федора Никитича Романова, в уезде Юрьева-Польского, новым местом ссылки для всех находившихся на Белоозере Романовых. 
Обстоятельства жизни княгини Черкасской после отъезда с Белоозера совершенно неизвестны; она умерла 28 февраля (10 марта) 1610 года и погребена в Новоспасском монастыре.

## Дети
- Иван Борисович Черкасский (ум. 3 апреля 1642) — крупный русский политический деятель, двоюродный брат царя Михаила Фёдоровича Романова (1613—1645). В 1633-1642 годах — фактический руководитель русского правительства.
- Ирина Борисовна Черкасская (ум. 1 марта 1616), жена боярина Федора Ивановича Шереметева (ок. 1570 – 17 февраля 1650).
- Ксения Борисовна Черкасская (ум. 29 ноября 1649), жена боярина Ивана Дмитриевича Колычева.